# 해양 및 비해양 속명의 임시등록부
해양 및 비해향 속명의 임시등록부 (IRMNG, Interim Register of Marine and Nonmarine Genera)는 동물학의 1758년(식물학의 경우 1753년)부터 현재까지 모든 생명 영역에 대해 발표된 속명을 포함하는 분류학적 데이터베이스로, 생물다양성 정보학 이니셔티브와 생물다양성(분류학) 정보의 일반 사용자의 이익을 위하여, 내부적으로 일관된 단일 분류 체계로 배열되어 있다. 2020년 3월 기준으로 490,000개 이상의 공개된 속명 사례(동물학의 아속명 포함)를 포함하는 것 외에도 데이터베이스는 170만 종 이상의 종명(130만 개가 "기허용"으로 나열됨)을 보유하고 있지만 데이터의 이 구성 요소는 속 수준의 보유와 같은 현재 또는 완전한 상태로는 유지되지 않는다. IRMNG는 최신 버전의 데이터 세트에 액세스하기 위해 온라인으로 쿼리할 수 있으며 원하는 대로 다른 시스템으로 가져오기/업로드하기 위한 주기적인 스냅샷 또는 데이터 덤프로도 사용할 수 있다.

## 설명
IRMNG는 표준화된 분류학적 계층 구조 내에서 종들의 집합인 속의 (오직) 학명, 및 대부분의 식물계, 동물계 및 기타 계와 같은 주요 상위 계층을, 생존 및 멸종을 구별하지 않고, 서식지에 대한 관련 기계 판독 가능 정보(예: 해양/비해양) 및 대부분의 항목에 대한 현존 / 화석 상태 표기와 함께 포함하고 있다. 이 데이터베이스는 부수적인 활동으로 포함된 종 이름의 하위 집합과 함께 모든 왕국에 걸쳐 허용된 속 이름과 허용되지 않은 속 이름 모두에 대한 완전한 범위를 제공하려고 하고 있다. 2020년 3월 배포본에서 IRMNG는 492,620개의 속명을 포함했는데, 그 중 232,093개는 "허용", 121,389개는 "미허용", 7,462개는 "기타" 상태였다. 기타 상태의 예로는 임시 미발표, nomen dubium, nomen nudum, taxon inquirendum 또는 임시 이름 등이 있다. 또한 131,676개는 "불확실"(현재 분류학적 상태에 대해 평가되지 않음)로 등재되었다. 데이터는 동물에 대한 Nomenclator Zoologicus 및 식물에 대한 Index Nominum Genericorum 을 포함하여 다양한 (종종 도메인별) 인쇄, 온라인 및 데이터베이스 소스에서 비롯되며, 다양한 온라인 쿼리, 개별 분류 페이지 생성 및 다른 생물 다양성 정보학 프로젝트에 대한 대량 데이터 공급을 지원하기 위해 공통의 데이터 구조로 재구성된다. IRMNG 콘텐츠는 웹을 통해 자유롭게 쿼리하고 표시할 수 있으며, 특정 날짜의 속(genus) 분류학적 순위까지 데이터 파일을 다운로드하여 Darwin Core Archive (DwC-A) 형식으로 사용할 수 있다. 데이터에는 사용 가능한(유효하게 게시된) 이름과 선택한 사용할 수 없는 이름을 모두 포함하여 동음이의어 (권한 포함)가 포함되어 있다.
2020년 3월 현재 "허용된 이름"에 대한 추정치는 계(kingdom)별로 분류하면 다음과 같다.

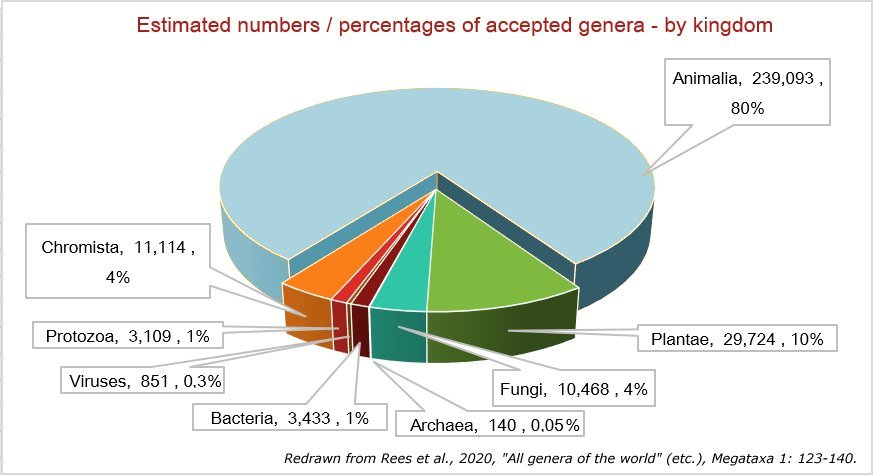
IRMNG 보유량: Rees et al., 2020에 기반한 '계'별로 허용된 속 합계 추정

- 동물계 : 239,093 속명 채택 (± 55,350)
- 식물계 : 28,724개 채택된 속명(± 7,721)
- 균계 : 10,468개 허용된 속명(± 182)
- 유색조식물 : 11,114개 채택된 속명 (± 1,268)
- 원생동물 : 3,109개의 속명이 인정됨 (± 1,206)
- 박테리아 : 3,433개 허용된 속명(± 115)
- 고세균 : 140개 채택된 속명(± 0)
- 바이러스 : 851개 허용 속명(±0)

위에서 인용되어 있는 불확실성 범위는 IRMNG가 알려진 "허용된" 이름 외에 "불확실한" 이름(거기에서 조사되지 않음)을 나열하기 때문에 발생한다. 인용된 값은 "허용된" 이름(모든 "불확실한" 이름은 허용되지 않은 것으로 취급됨) 및 "허용된 이름 + 불확실한" 이름(모든 "불확실한" 이름이 허용된 것으로 취급됨)의 평균이며, 관련 불확실성 범위는 이러한 두 극단을 나타낸다.

## 데이터베이스 위치 및 호스팅
IRMNG는 호주의 생물학자이자 데이터 관리자인 Tony Rees가 2006년에 시작하고 설계했다. 이 프로젝트와 다른 프로젝트에 대한 그의 작업으로 GBIF는 그에게 2014 Ebbe Nielsen Prize을 수여했다. 2006년부터 2014년까지 IRMNG는 CSIRO Marine and Atmospheric Research에 있었는데 2014-2016년에 Flanders Marine Institute (VLIZ)로 이전되었다. 2016년부터 모든 릴리스는 VLIZ에서 호스팅하는 새 웹사이트 www.irmng.org를 통해 제공된다. VLIZ는 또한 공통 인프라를 사용하여 WoRMS( World Register of Marine Species )를 호스팅한다.

## IRMNG의 사용
IRMNG의 콘텐츠는 Atlas of Living Australia 및 Global Names Architecture(GNA)의 Global Names Resolver 등을 비롯하여, Open Tree of Life, Global Biodiversity Information Facility (GBIF),Encyclopedia of Life (EOL), 등 여러 글로벌 생물다양성 정보학 프로젝트에서 사용된다. 2018년부터 IRMNG 데이터는 생명의 카탈로그에서 분류학적 계층 구조를 채우고 카탈로그의 원생생물(Kingdoms Protozoa 및 Chromista ) 및 식물 조류( 윤조식물, 녹조식물, 회청조식물 및 홍조식물 )에서 다양한 분류군에 대한 일반 이름을 제공하는 데에도 사용된다.

## 추가 자료
- Rees, Tony (2008). “18.8. IRMNG—the Interim Register of Marine and Nonmarine Genera” (PDF). 《The Proceedings of TDWG》 2008: 72–73.
- Rees, Tony; Vandepitte, Leen; Decock, Wim; Vanhoorne, Bart (2017). “IRMNG 2006–2016: 10 years of a global Taxonomic Database”. 《Biodiversity Informatics》 12: 1–44. doi:10.17161/bi.v12i0.6522.
- Rees, Tony; Vandepitte, Leen; Vanhoorne, Bart; Decock, Wim (2020). “All genera of the world: an overview and estimates based on the March 2020 release of the Interim Register of Marine and Nonmarine Genera (IRMNG)”. 《Megataxa》 1 (2): 123–140. doi:10.11646/megataxa.1.2.3.